# Incodynerus fulvipennis
Incodynerus fulvipennis är en stekelart som beskrevs av Giordani Soika 1973. Incodynerus fulvipennis ingår i släktet Incodynerus och familjen Eumenidae. Inga underarter finns listade i Catalogue of Life.